# Município de Montville (condado de Geauga, Ohio)
O município de Montville (em inglês: Montville Township) é um município localizado no condado de Geauga no estado estadounidense de Ohio. No ano de 2010 tinha uma população de 1.991 habitantes e uma densidade populacional de 31,19 pessoas por km².

## Geografia
O município de Montville encontra-se localizado nas coordenadas 41° 36′ 08″ N, 81° 03′ 14″ O. Segundo a Departamento do Censo dos Estados Unidos, o município tem uma superfície total de 63.83 km², da qual 62,66 km² correspondem a terra firme e (1,83 %) 1,17 km² é água.

## Demografia
Segundo o censo de 2010, tinha 1.991 habitantes residindo no município de Montville. A densidade populacional era de 31,19 hab./km². Dos 1.991 habitantes, o município de Montville estava composto pelo 97,19 % brancos, o 0,95 % eram afroamericanos, o 0,05 % eram amerindios, o 0,2 % eram asiáticos, o 0,1 % eram de outras raças e o 1,51 % eram de uma mistura de raças. Do total da população o 0,65 % eram hispanos ou latinos de qualquer raça.